# Меровингское искусство

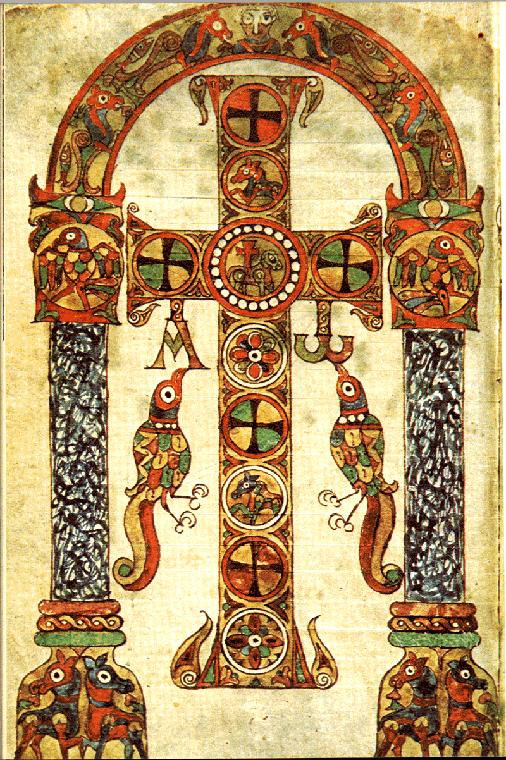
Иллюминированный Сакраментарий Геласия, VIII век; одна из древнейших из сохранившихся богослужебных книг Западной Европы.

Меровингское искусство — искусство периода правления франкской династии Меровингов, правившей в V—VIII веках на территории современной Франции и части Германии. Данный период в европейском искусстве хронологически предшествует Каролингскому возрождению.
Меровингское искусство сочетало в себе традиции позднеантичного, галло-римского искусства, а также искусства варваров (например, так называемый «звериный стиль»).

## Архитектура
Объединение Франкского королевства под властью Хлодвига I (465—511) и его потомков совпало с необходимостью строительства церквей, особенно монастырских, поскольку их видели оплотом власти Меровингов, упроченной крещением франков. Планы церковных зданий часто продолжали традицию римских базилик, но отражали влияние разных стилей, даже из Сирии и Армении. На востоке королевства большинство зданий было деревянными; использование камня для значимых сооружение было более распространено на западе и юге, которые были присоединены к королевству позже.
Конечно, большинство основных соборов и церквей на протяжении веков неоднократно перестраивались, однако археология позволила реконструировать многие меровингские планы зданий. Описание в произведении епископа Григория Турского «История франков» базилики Святого Мартина, которая была построена в Туре и святым Перпетуем (епископ 460—490) в начале меровинского периода в то время на окраине франкских земель, заставляет сожалеть, что постройка не сохранилась. По его описанию, базилика была одним из самых красивых меровингских зданий, имела 120 мраморных колонн, башни на восточной стороне и несколько мозаик.
См. статью Базилика Святого Мартина (Тур)

Базилика Святого Мартина имела вертикальный акцент, отличалась сложным внутренним пространством и богатством внешнего силуэта, все это впоследствии станет характерными особенностями романского стиля. Одна из черт базилики Святого Мартина, которая стала особенностью франкского церковной архитектуры — это размещение саркофага или реликвария святого на постаменте или апсиде, чтобы он был виден за алтарем. Римская традиция не знала таких франкских инноваций.
Церковь Святого Петра во французском Вьене — единственный пример здания, сохранившего эти черты до наших дней. Ряд других зданий, которые по описаниям имели эти черты, в настоящее время утрачены: это меровингские фундаменты аббатства Сен-Дени, церкви Святого Гереона в Кёльне и аббатства Сен-Жермен-де-Пре в Париже.
До наших времен сохранились несколько небольших зданий, которые вышли из моды, но не перестраивались. В прованских Экс-ан-Прованс, Рьезе и Фрежюсе сохранились три восьмиугольных баптистерия, покрытые куполами, поставленными на колонны, что свидетельствует о восточном влиянии на них (в частности, баптистерий в Рьезе напоминает баптистерий Святого Георгия в Изре, Сирия). От прованских баптистериев существенно отличается Баптистерий Святого Иоанна Крестителя в Пуатье (VI век), который имеет прямоугольную форму с тремя апсидами по бокам. Оригинальное здание, вероятно, претерпело многочисленные изменения, однако сохранило меровингский стиль в отделке (мраморные капители).
Из многочисленных крипт сохранились лишь несколько: крипты в церкви святого Северина в Бордо, Святого Лорента в Гренобле и аббатства Нотр-Дам в Жуаре (VII век).

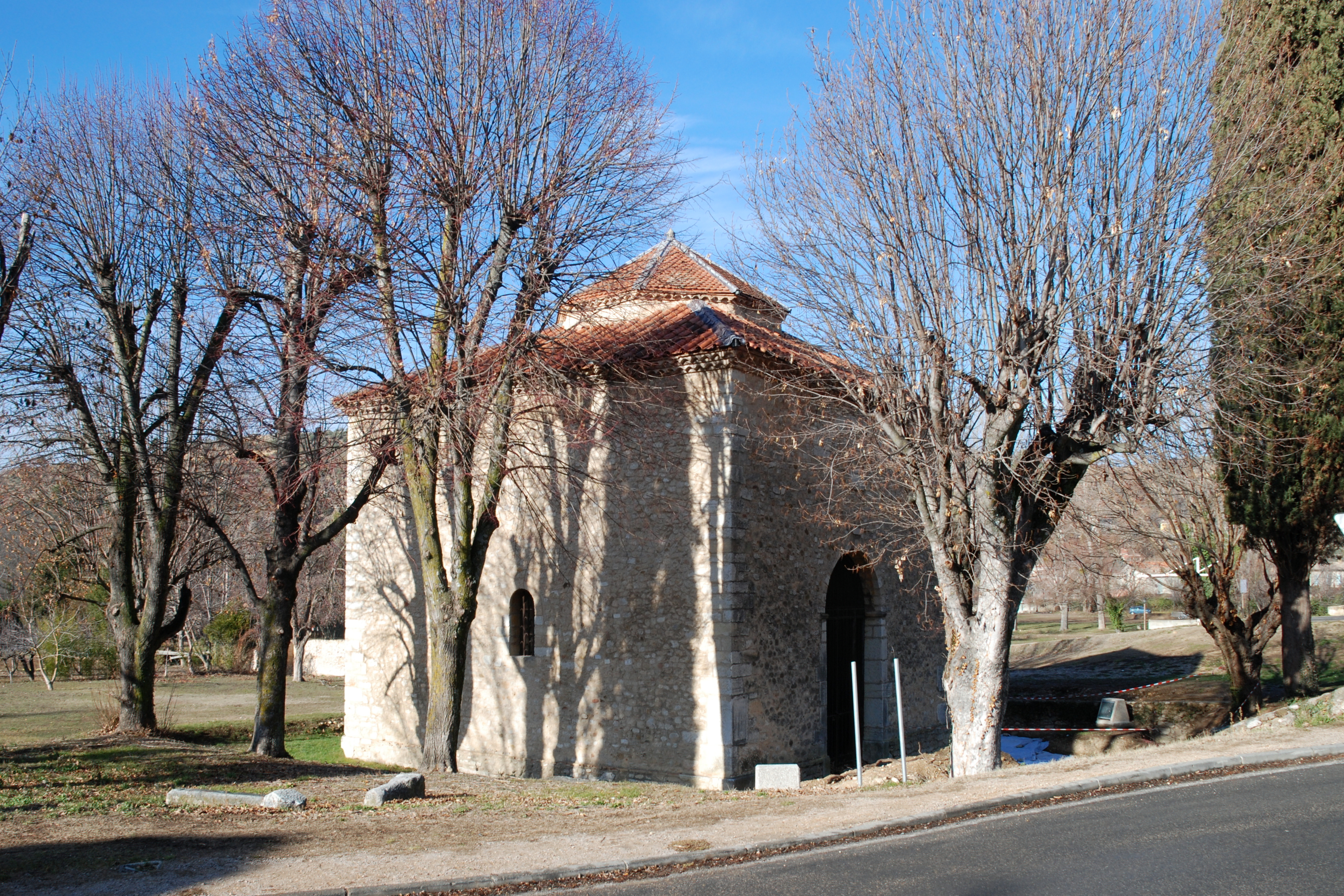
Баптистерий Рьеза
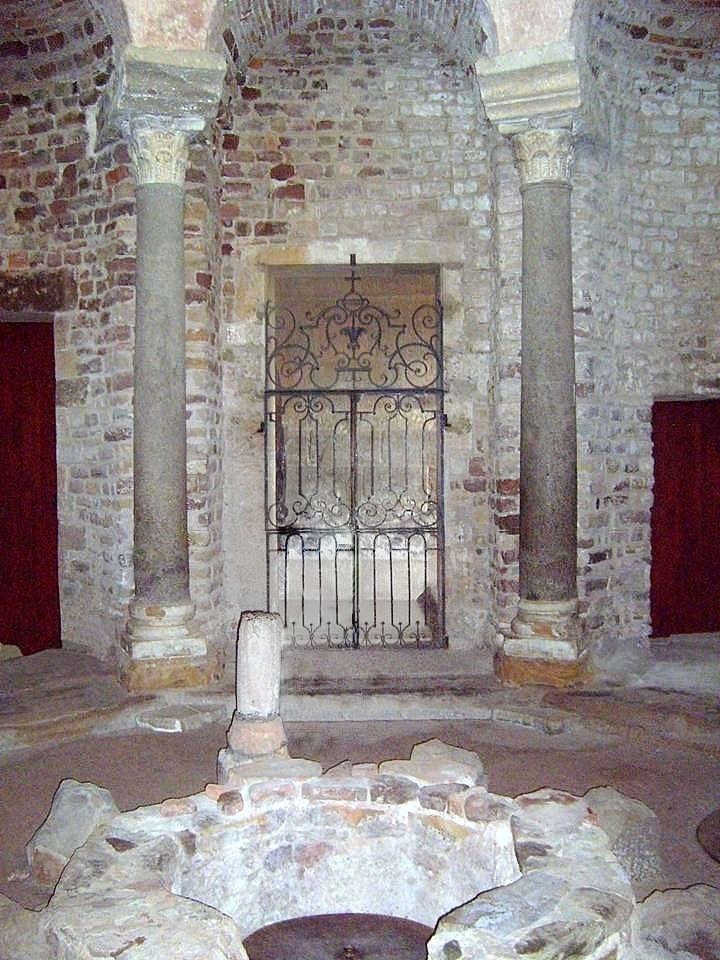
Баптистерий Фрежюсского собора
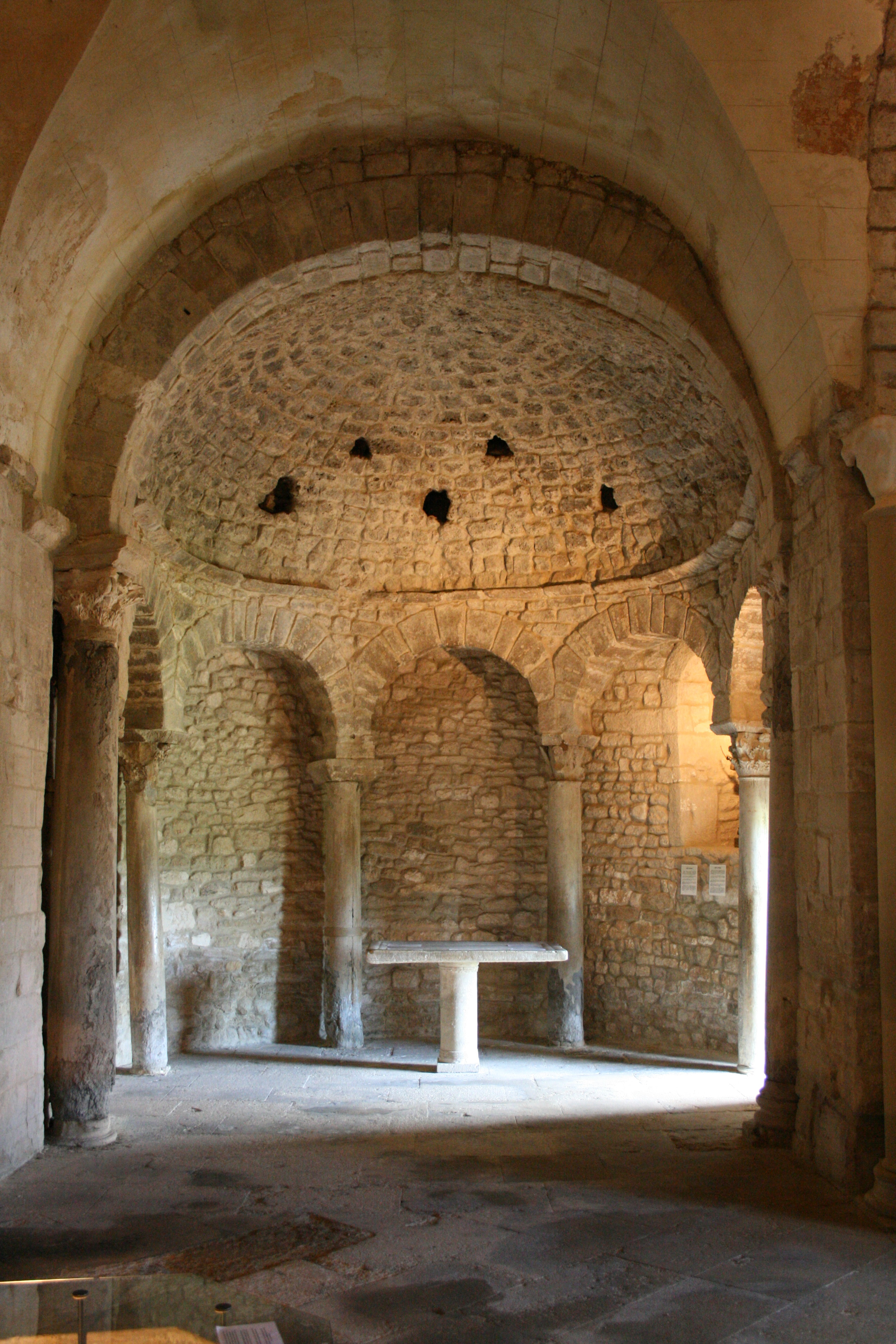
Баптистерий Святого Иоанна в Венаске
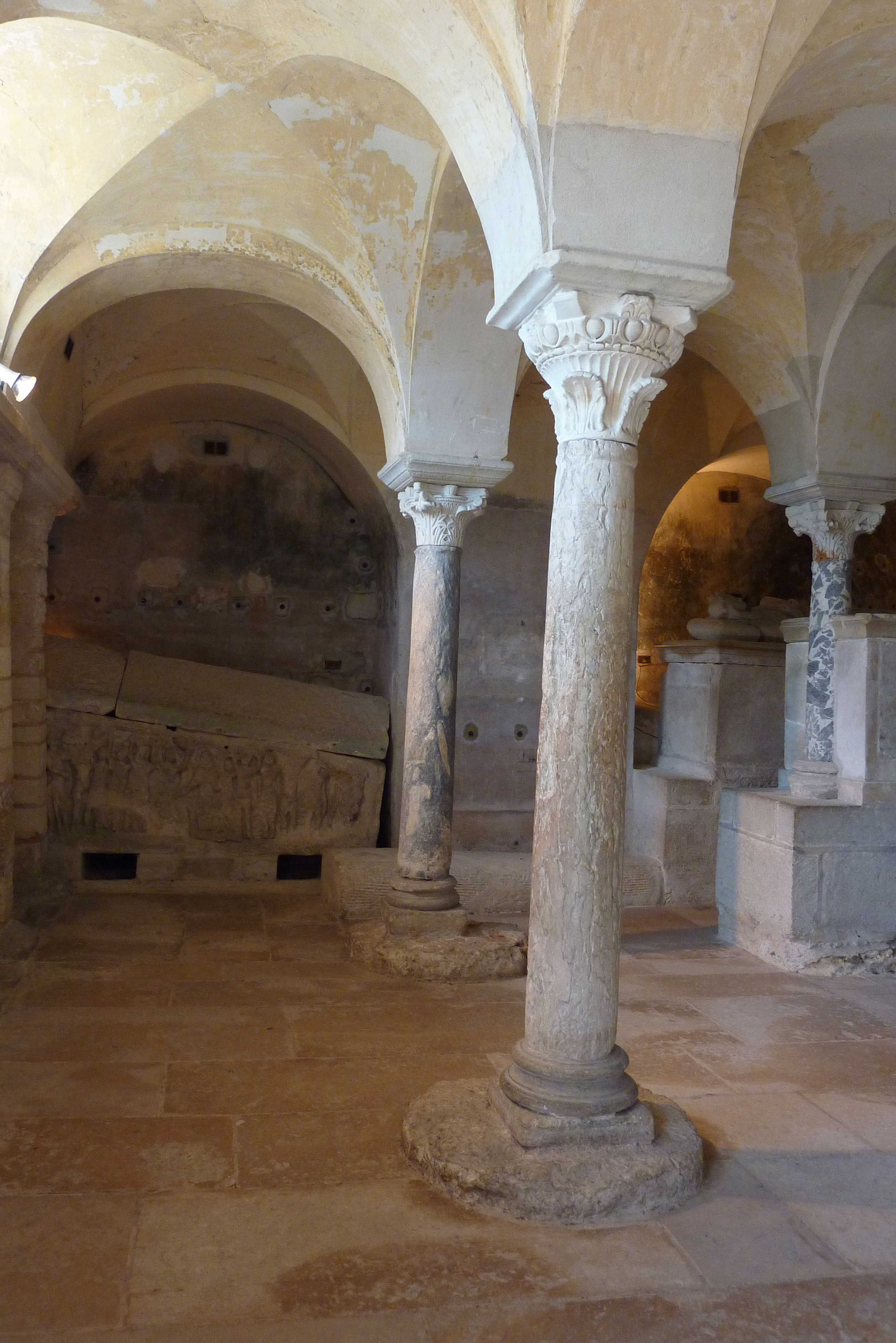
Крипта и саркофаги аббатства в Жуаре
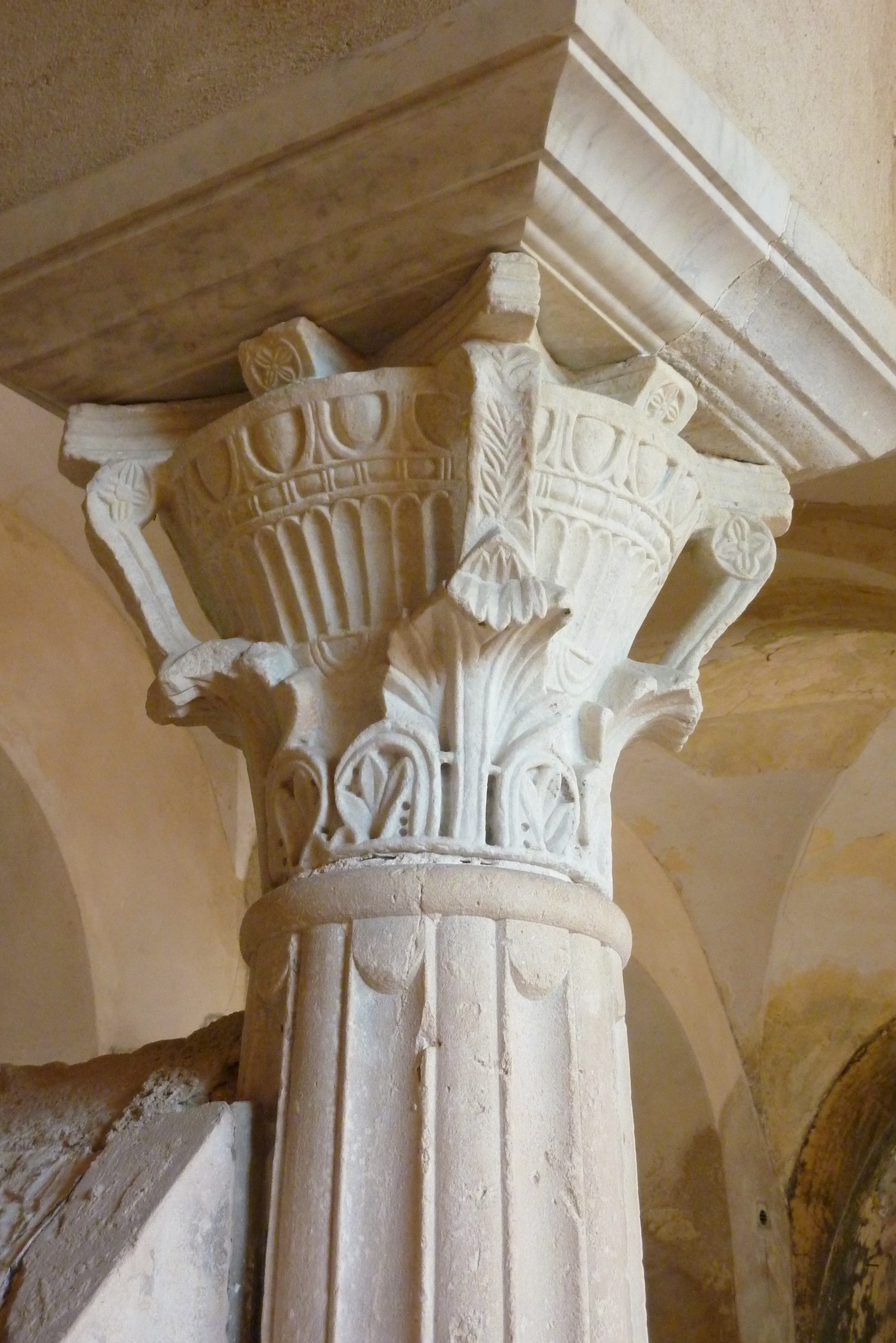
Капитель в крипте церкви Нотр-Дам в Жуаре
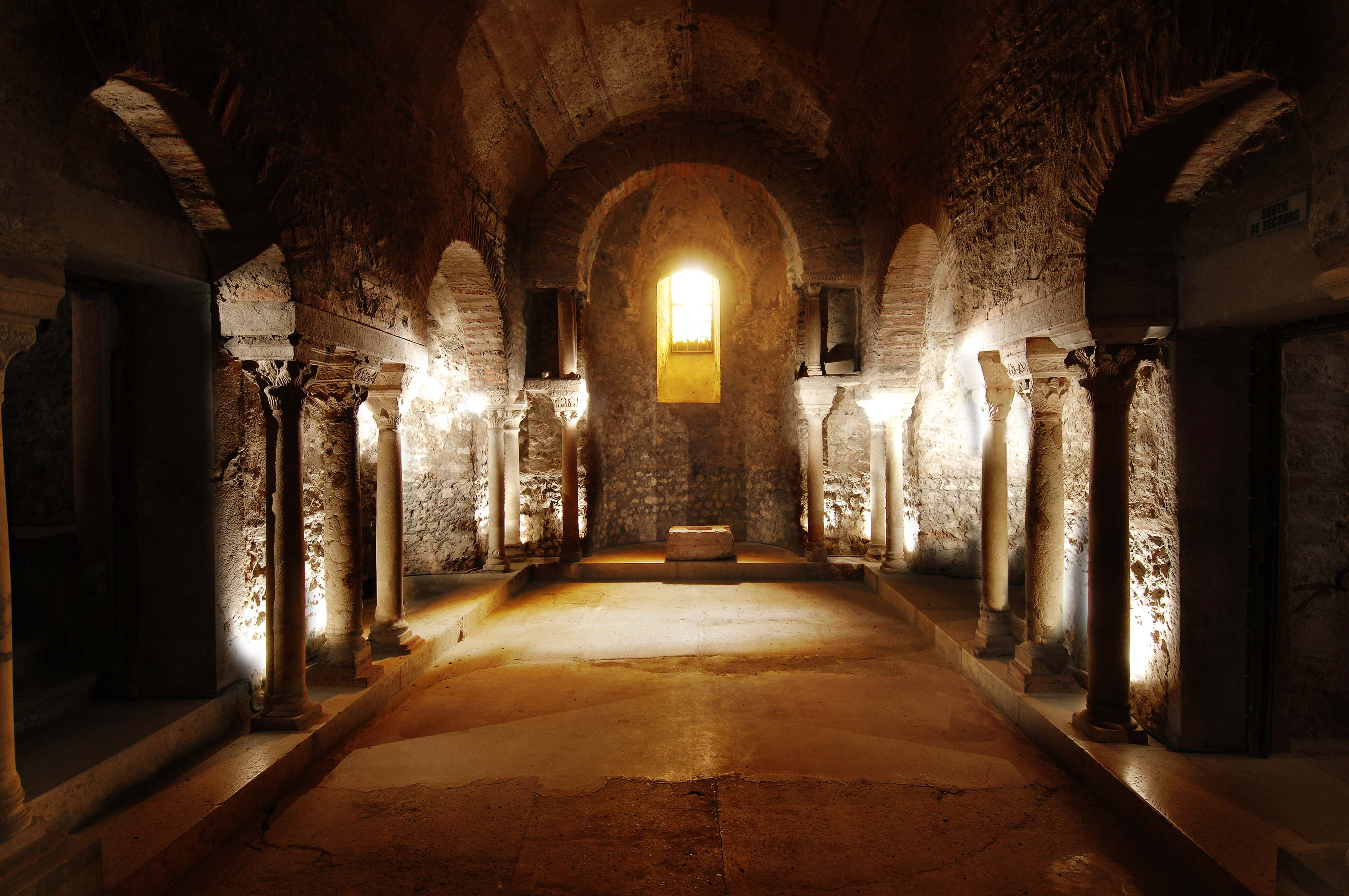
Крипта в церкви Святого Лорента в Гренобле

В VII веке меровингские ремесленники имели хорошую репутацию — например, их пригласили в Англию для восстановления искусства производства стекла (которое было утрачено на севере Европы после развала Римской империи) и для строительства местных церквей. Меровингские каменщики широко использовали технику opus gallicum (проделывания отверстий в камне, в которые затем вставлялись деревянные элементы здания) и принесли её в Англию, а после завоевания Англии норманнами, уже те принесли эту технику в Италию.

## Декоративно-прикладное искусство
Для декоративно-прикладного искусства периода Меровингов характерно сочетание позднеантичных веяний с чертами «звериного стиля». Излюбленными материалами варварских мастеров на протяжении всего Раннего Средневековья было золото и прозрачные минералы насыщенных и ярких цветов, особенно красного и синего; одним из наиболее распространенных камней, использующихся в франкских ювелирных изделиях, был красный гранат — альмандин. Не менее часто используемым материалом была стеклянная паста, также ярких цветов, преимущественно красная. Общий для большинства германских народов прием — создание изделия из золота с множеством ячеек со вставками из драгоценных и полудрагоценных камней или стеклянной пасты. Иногда вставки стеклянной пасты использовались в сочетании с драгоценными камнями как равнозначные декоративные элементы одного изделия.
Ювелирные изделия меровингского периода представлены в основном фибулами различных форм (дисковидные, кольцевидные, зооморфные), поясными пряжками, кольцами и элементами конской упряжи. Более скромные украшения изготавливались из бронзы и красного стекла, иногда с позолотой или отдельными золотыми элементами.

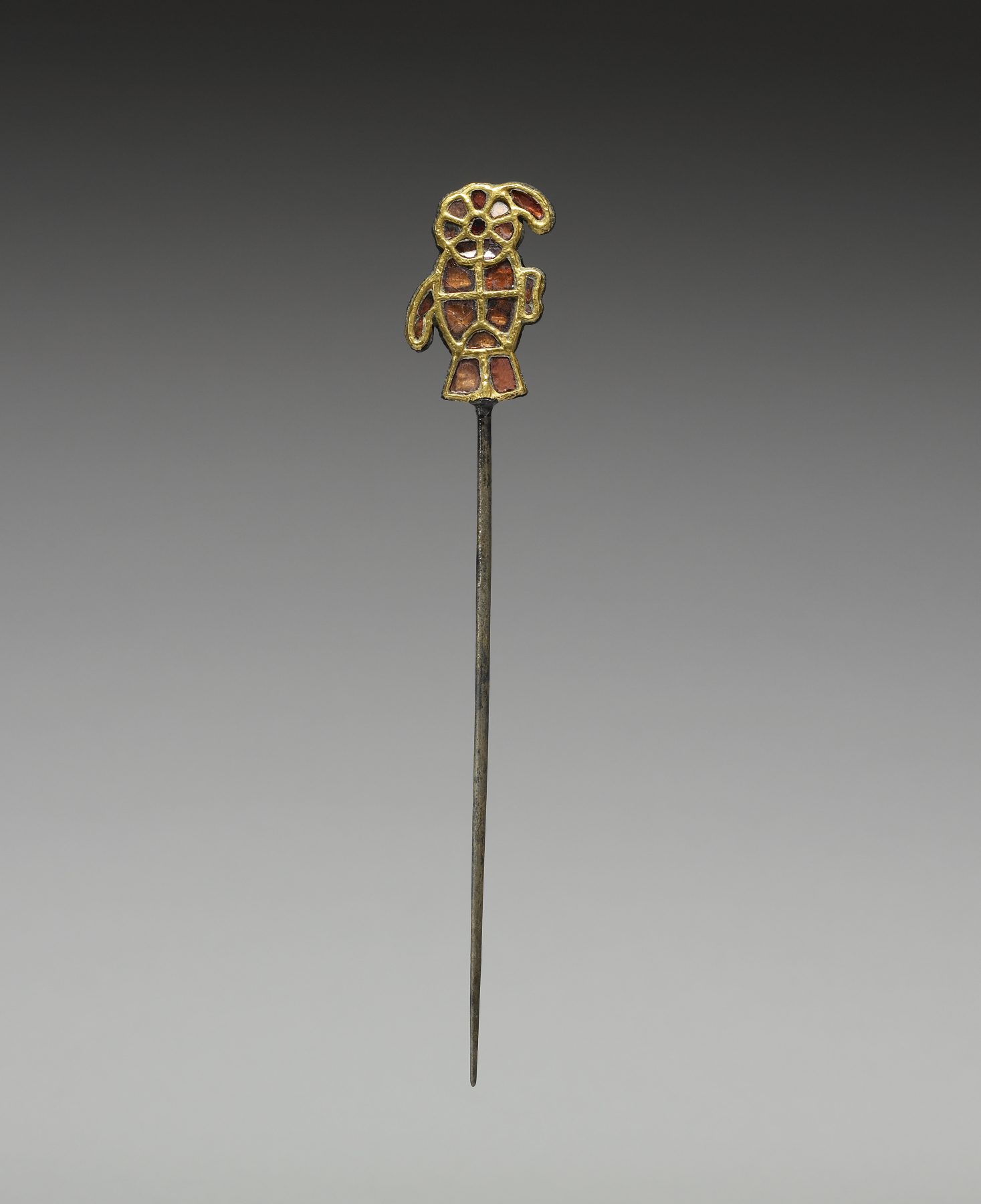
Заколка-шпилька для волос с навершием в форме орла, ранний VI век; Walters Art Museum.
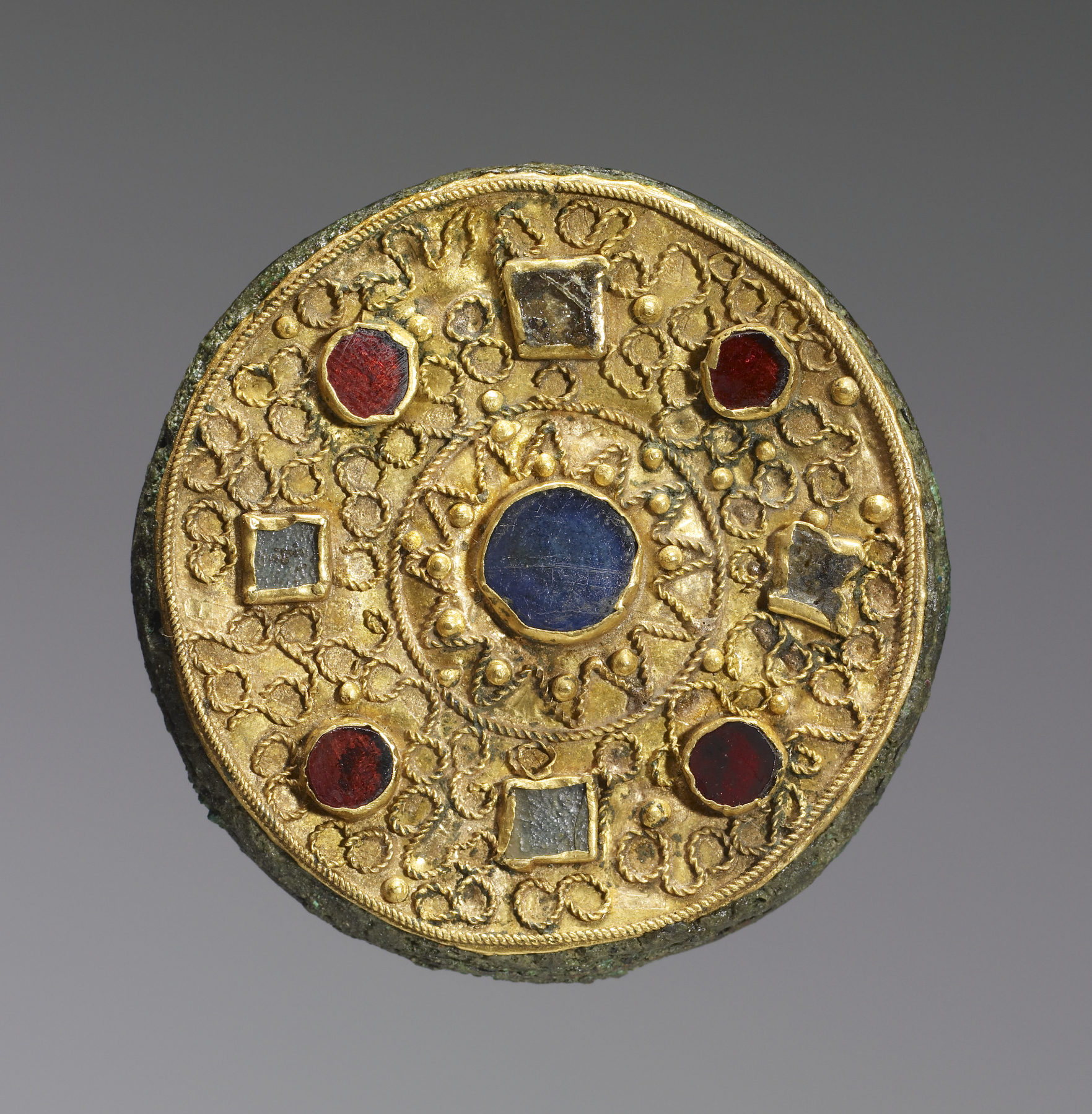
Дисковидная фибула, VII век; золото, бронза, камни, стеклянная паста; Walters Art Museum.
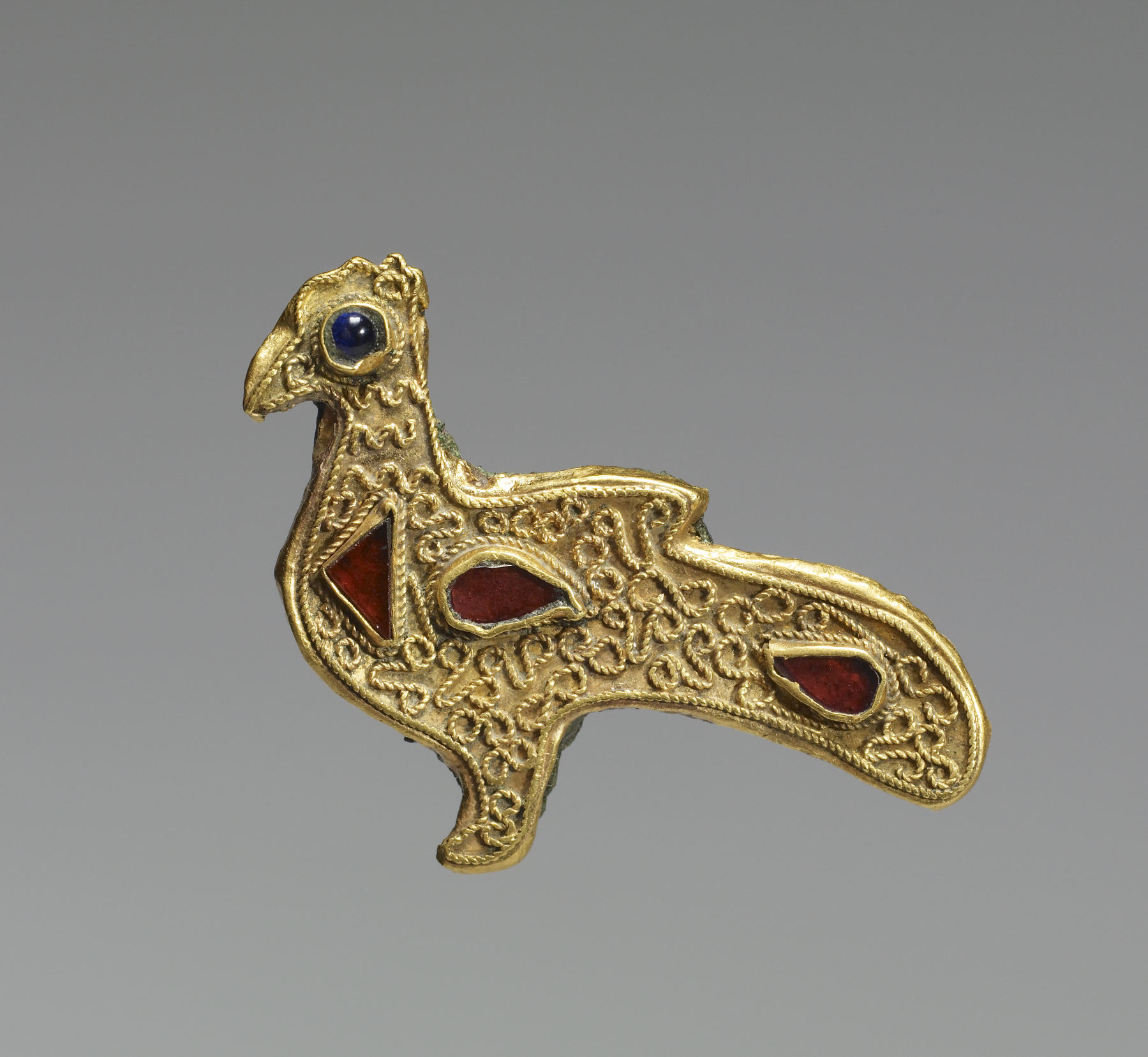
Франкская фибула в виде павлина[6], VI век, золото поверх бронзы; гранаты, стеклянная паста, Walters Art Museum.
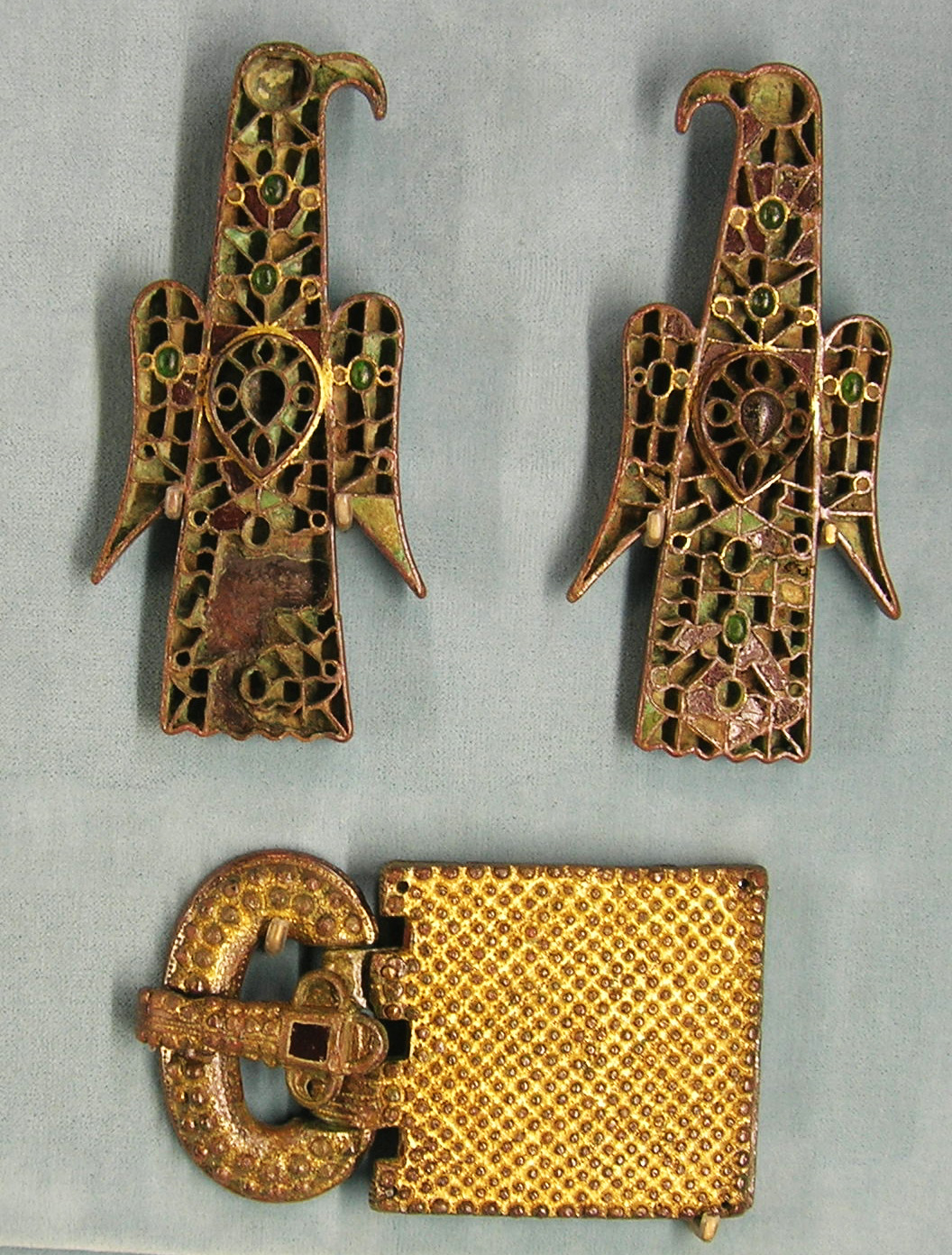
Две фибулы в форме орлов и золотая поясная пряжка; Musée de Cluny.
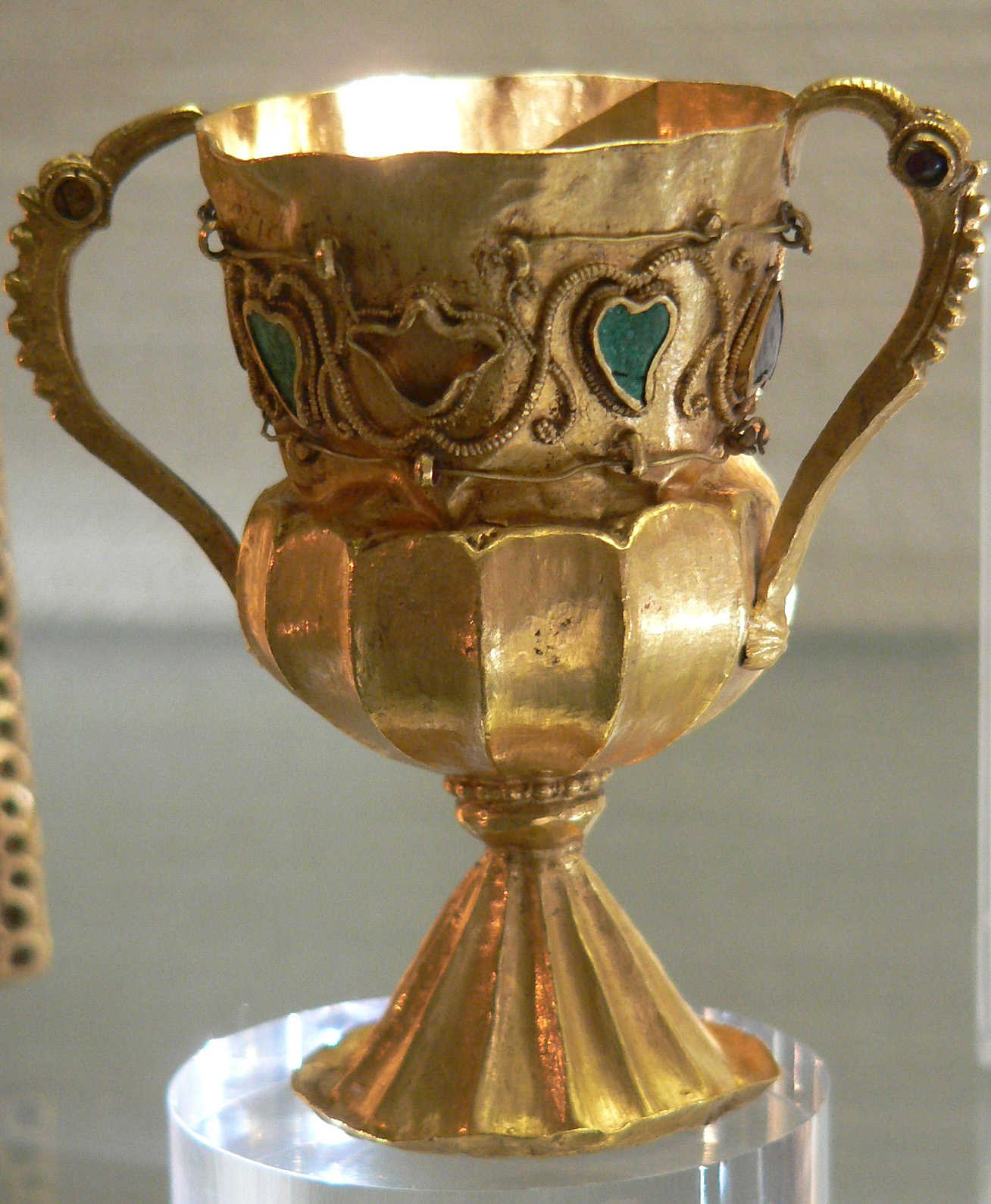
Золотой потир с гранатами и бирюзой; Сокровище Гурдона; Кабинет медалей, Париж.